# فرنتش مونتانا
فرنتش مونتانا (الإنجليزية: French Montana) وإسمهُ الحقيقي كريم خربوش (ولد في 9 نوفمبر 1984) هو مغني راب ومنتج ورجل أعمال أمريكي من اصل مغربي، هاجر إلى الولايات المتحدة مع أسرته عندما كان عمره 13 عاما. هو مؤسس Coke Boys Music، و Cocaine City Records. في عام 2012، وقع على صفقة تسجيل مشروع مشترك مع Bad Boy Records و Maybach Music Group. عرف مونتانا بتعاوناته المتكررة مع المنتج هاري فرود، ومغني الراب ماكس بي قبل إدانته. عرف في الآونة الأخيرة بتعاوناته مع ريك روس، شون كومز.